# Lindsey Vonn
Lindsey Caroline Vonn (dekliški priimek Kildow), ameriška alpska smučarka, * 18. oktober 1984, Saint Paul, Minnesota. 
Vonnova je najuspešnejša alpska smučarka v zgodovini z osvojenimi šestnajstimi malimi kristalnimi globusi in štirimi velikimi kristalnimi globusi. 

## Kariera

### Začetki
Lindsey je začela smučati že pri dveh letih starosti. Leta 1999 je postala prva Američanka, ki je zmagala na italijanskem otroškem prvenstvu Trofeo Topolino (za smučarke od 11-14 leta starosti), kjer je zmagala v slalomu. 
Ko je debitirala na zimskih olimpijskih igrah leta 2002 v Salt Lake Cityju, je tekmovala na slalomu in v kombinaciji, kjer je dosegla šesto mesto. 4. marca 2003 je osvojila srebrno medaljo v smuku na mladinskem svetovnem prvenstvu v Puy St. Vincentu v Franciji. 

### Prva zmaga v karieri
Prvo zmago za svetovni pokal je dosegla v smuku v Lake Louisu v sezoni 2004/05. Leta 2007 je na svetovnem prvenstvu v Åreju osvojila srebro v smuku in superveleslalomu. V sezoni 2007/08 je osvojila veliki kristalni globus  in mali kristalni globus v smuku. V sezoni 2008/09 je drugič zapored osvojila veliki kristalni globus in še en mali smukaški in prvič tudi superveleslalomski globus. 

### Svetovno prvenstvo v alpskem smučanju 2009
V isti sezoni je bilo tudi svetovno prvenstvo v alpskem smučanju v Val d' Iseru, kjer je osvojila zlati medalji v smuku in superveleslalomu. Osvojila je tudi srebro v superkombinaciji, vendar so jo diskvalificirali, ker je napačno prečkala smučarska vrata. V slalomu je odstopila, v veleslalomu pa ni nastopila.

### Zimske olimpijske igre 2010
Na olimpijskih igrah v Kanadi je Vonnova načrtovala nastope v vseh disciplinah. 10. februarja, si je na treningu (en teden prej) huje poškodovala golenico. Tekme so bile zaradi neugodnih vremenskih pogojev večkrat prestavljene, kar je dalo Lindsey čas za okrevanje. Kljub temu, da so padci sestavni del njene kariere, je Vonnova olimpijske igre končala z zlato smukaško medaljo in bronom iz veleslalomske preizkušnje.

### Sezona 2011

#### Izgubljeni veliki kristalni globus
Sezono 2011 je Vonnova začela z zaostankom. Proti koncu sezone se je Vonnova z dobrimi rezultati precej približala vodilni v skupnem seštevku Rieschevi. Po odpovedi superveleslaloma in veleslaloma ob koncu sezone je Lindsey v bitki za že četrti zaporedni veliki kristalni globus zaostala za Nemko za le 3 točke.

### Sezona 2012
Sezona se je začela oktobra v Soeldnu, kjer je Lindsey zmagala na svojem prvem veleslalomu v karieri in tako postala ena od velikih, ki so zmagale v vseh disciplinah. 
Od 2. do 4. decembra je zmagala vse tri tekme v Lake Louisu (drugi "hat trick v karieri) in z njeno 11. zmago v Lake Louisu podrla rekord Renate Götschl z največ zmagami na enem prizorišču. 
4. februarja je s peto smukaško zmago podrla še en rekord Renate Götschl (največ smukaških zmag). 
18. februarja si je na tekmi v Rusiji s stopničkami priborila že peti smukaški mali kristalni globus. Na zadnji tekmi sezone v veleslalomu pa je že na začetku tekme izgubila palico in odstopila. Posledično tako ni podrla rekorda v največjem številu točk (2000). Na koncu sezone ji je le 20 točk.

### Sezona 2013: Huda poškodba
Po njenem tretjem kariernem "hat tricku-u" si je z 56 zmagami priborila 2. mesto na večni lestvici. Po slabem mesecu in pavzi se je vrnila na bele strmine. Sezono so zaznamovale poškodbe, depresija in bolezni. Ta sezona je bila najslabša v preteklih šestih letih. 

### Svetovno prvenstvo v alpskem smučanju 2013
Na superveleslalomu v Schladmingu v Avstriji, 5. februarja si je pri padcu huje poškodovala desno koleno in bila odpeljana v bližnjo bolnišnico. Pretrgala si je sprednje in stranske križne vezi ter zlomila golenico.
Preden se je sezona zanjo v Schladmingu končala, je Vonnova v smuku vodila za 340 točk. Kljub temu, da je izpustila veliko tekem, je že šestič zapored osvojila mali smukaški kristalni globus. Po odpovedi zadnjega smuka (zaradi vremena) je osvojila globus za le eno točko pred Tino Maze. "V življenju se vse povrne," je dejala.

### Sezona 2019: Zaključek kariere
Zadnjič v karieri je nastopila na Svetovnem prvenstvu v Areju in kljub hudi poškodbi na začetku sezone in bolečinam v kolenu osvojila bronasto medaljo. Tako je postala prva smučarka, ki je medaljo osvojila na sedmih prvenstvih.

### Uspehi v karieri
V karieri je na 395 nastopih dosegla kar 137 uvrstitev na stopničke za zmagovalke, dobila pa rekordnih 82 tekem. Osvojila štiri velike kristalne globuse  (2008, 2009, 2010 in 2012) ter kar 16 malih. 
Na velikih tekmovanjih je osvojila enajst kolajn. Na svetovnih prvenstvih je bila dvakrat zlata ter trikrat srebrna in bronasta. Na olimpijskih igrah pa je ob smukaškem zlatu iz leta 2010 v Vancouvru osvojila še dve bronasti medalji.

## Zasebno življenje
Leta 2002 se je Lindsey poročila s športnikom Thomasom Vonnom. Uradno sta se ločila januarja 2013. 
18. marca so mediji poročali o vezi z znanim golfistom Tigerjem Woodsom. Razšla sta se nekaj let kasneje.

## Svetovni pokal

### Skupni seštevek
20 kristalnih globusov (4 veliki, 8 smukaških, 5 superveleslalomskih in 3 kombinacijski)
| Sezona     |                         |
| Disciplina |                         |
| 2008       | veliki kristalni globus |
| 2008       | smuk                    |
| 2009       | veliki kristalni globus |
| 2009       | smuk                    |
| 2009       | superveleslalom         |
| 2010       | veliki kristalni globus |
| 2010       | smuk                    |
| 2010       | superveleslalom         |
| 2010       | kombinacija             |
| 2011       | smuk                    |
| 2011       | superveleslalom         |
| 2011       | kombinacija             |
| 2012       | veliki kristalni globus |
| 2012       | smuk                    |
| 2012       | superveleslalom         |
| 2012       | kombinacija             |
| 2013       | smuk                    |
| 2015       | smuk                    |
| 2015       | superveleslalom         |
| 2016       | smuk                    |

### Dosežki v svetovnem pokalu
| Sezona | Discipline | Discipline      | Discipline | Discipline | Discipline      | Discipline | Discipline  |
| Sezona | Starost    | Skupni seštevek | Slalom     | Veleslalom | Superveleslalom | Smuk       | Kombinacija |
| 2002   | 17         | 93              | —          | —          | 35              | 41         | —           |
| 2003   | 18         | 118             | —          | —          | —               | 47         | —           |
| 2004   | 19         | 30              | 38         | 45         | 26              | 14         | —           |
| 2005   | 20         | 6               | 28         | 35         | 3               | 5          | 5           |
| 2006   | 21         | 5               | 9          | 49         | 4               | 2          | 3           |
| 2007   | 22         | 6               | 37         | —          | 3               | 3          | 7           |
| 2008   | 23         | 1               | 32         | 13         | 6               | 1          | 2           |
| 2009   | 24         | 1               | 3          | 8          | 1               | 1          | 2           |
| 2010   | 25         | 1               | 14         | 28         | 1               | 1          | 1           |
| 2011   | 26         | 2               | 19         | 12         | 1               | 1          | 1           |
| 2012   | 27         | 1               | 20         | 2          | 1               | 1          | 1           |
| 2013   | 28         | 8               | —          | 20         | 4               | 1          | —           |
| 2014   | 29         | 68              | —          | —          | 25              | 36         | —           |
| 2015   | 30         | 3               | —          | 29         | 1               | 1          | —           |
| 2016   | 31         | 2               | 43         | 18         | 3               | 1          | 5           |
| 2017   | 32         | 19              | —          | —          | 12              | 4          | —           |
| 2018   | 33         | 10              | —          | —          | 9               | 2          | 10          |
| 2019   | 34         | 72              | —          | —          | —               | 31         | —           |